# Květa Koníčková
Květa Koníčková (10. června 1932 Mukačevo – 2. února 2017 Velké Březno) byla česká operní pěvkyně a hudební pedagožka.

## Vzdělání a osobní život
Byla dcerou poštovního úředníka a švadleny. V roce 1938 se rodina z Podkarpatské Rusi, kam se manželé Koníčkovi přestěhovali po 1. světové válce, vrátila do Česka a žila v Praze. V hlavním městě se Květa učila hře na housle a zpívala ve sboru. Po 2. světové válce pak s rodinou žila tři roky v Liberci, kde začala hrát také na piano a zapojila se do pěveckého sboru Ještěd. Od roku 1948 žila v Rumburku a vystudovala místní gymnázium, na lekce zpěvu chodila k Ruth Krawcec Rauppové do Varnsdorfu. V 50. letech studovala na Akademii múzických umění v Praze u profesorky Tomáškové, Luďka Mandause a Ferdinanda Pujmana a rozvíjela především svůj hlas a intonaci, ale soustředila se i na rozbor operního díla.
V roce 1976 se provdala za dirigenta a sbormistra Petra Jonáše, s nímž první rok manželství prožila v Istanbulu, kde měl manžel angažmá.
Po ukončení své kariéry dožila v domově pro seniory ve Velkém Březně.

## Kariéra
Po ukončení studia na AMU zpívala v Pěveckém sboru československého rozhlasu. V roce 1961 nastoupila do opery Městského divadla v Ústí nad Labem, kde debutovala v roli Zuzanky ve Figarově svatbě. Ve stálém angažmá zde byla celých 30 let a celkem se tu představila ve více než 85 rolích českého i světového repertoáru, z nichž většina byla hlavních. V letech 1959–1985 také hostovala v opeře Národního divadla v Praze, kde ztvárnila přes 10 rolí. Příležitostně působila i na řadě jiných scén, např. v Brně, Plzni, Olomouci a Liberci.
V rámci koncertní činnosti vystupovala také v zahraničí, mj. v Karl-Marx-Stadtu, Budyšíně, Lipsku, Drážďanech, Istanbulu a Kazani.
V letech 1987–1992 vyučovala zpěv na Konzervatoři v Teplicích a v letech 1992–2003 působila jako asistentka na katedře hudební výchovy Pedagogické fakulty Univerzity Jana Evangelisty Purkyně v Ústí nad Labem.

## Ocenění
Stala se trojnásobnou držitelkou ceny Literárního fondu a dvojnásobnou držitelkou Krajské ceny za tvůrčí práci. Dále získala medaili Ministerstva kultury (1978) za interpretaci díla Leoše Janáčka a roku 1981 jí byl udělen titul zasloužilá umělkyně. Roku 1984 pak získala pamětní medaili Ministerstva kultury vydanou při příležitosti Roku české hudby.